# Biblioteca de Barcarrota
La Biblioteca de Barcarrota es un conjunto de diez libros, de 1525 a 1554, más un manuscrito del mismo siglo, que se encontraron escondidos tras una pared en una casa de Barcarrota, en la provincia de Badajoz.

## Historia
Una de las hipótesis, formulada por F. Serrano Mangas, es que la casa pertenecía en aquel momento a Francisco de Peñaranda, un médico converso, quien supuestamente comerciaría con libros, ya que estos libros son tan diversos de lenguaje que difícilmente habrían formado parte de la colección de un solo lector. Las últimas investigaciones de Pedro Martín Baños revelan que la documentación que conservamos apunta hacia otro propietario. No era infrecuente, además, que los lectores con formación pudieran leer latín, castellano y varias lenguas romances. Los libros se descubrieron en 1992 cuando se reformaba el sobrado de una casa en la que estaban emparedados. El obrero los entregó a los dueños de la vivienda y la Consejería de Cultura de la Junta de Extremadura los adquirió en 1995. Actualmente se encuentran en el fondo antiguo de la Biblioteca de Extremadura, en Badajoz. Los libros no están expuestos al público y su acceso se encuentra restringido, pero pueden consultarse en el sitio web de la Biblioteca de Extremadura.
Tienen en común que todos ellos difícilmente pudieran circular libremente en la España del siglo XVI d. C., pues unos están en el Index librorum prohibitorum del Inquisidor General Fernando de Valdés, que se promulgó en 1559, y uno de los manuscritos es de tema abiertamente erótico y explícito en cuanto a las relaciones homosexuales. Todos han sido digitalizados, y algunos incluso reproducidos en facsímil.
La biblioteca se compone de diez libros impresos y un manuscrito en un marco temporal comprendido entre 1525 y 1554. Se trata de textos hebraicos y de humanismo erasmista escritos en italiano, portugués, latín, hebreo y francés. Si existe un rasgo que define a esta colección es su heterogeneidad temática y su condición suspecta. Algunos de ellos, como el Lazarillo o la Emparedada, estaban incluidos dentro del catálogo de libros prohibidos de 1559, eran obra de autores protestantes o eran libros, por ejemplo, de magia o de controversia y polémica religiosa, que se vedaban en bloque en los índices españoles y romanos. El contenido de los libros podría explicar los motivos de su ocultamiento.
De entre los libros encontrados, cabe destacar una edición hasta ahora desconocida de Lazarillo de Tormes, impresa en Medina del Campo en 1554, año también de las otras tres conocidas hasta entonces; el Libro de Alboraique, tratado contra los conversos; un ejemplar único de la Oración de la Emparedada en portugués que fue condenada por la Inquisición a causa de su cercanía a la superstición; una edición latina de la Lingua, de Erasmo de Róterdam; dos tratados de quiromancia; un pequeño tratado sobre exorcismos; un manuscrito italiano de contenido sexual fechado en el siglo XVI d. C., una compilación de poemas de Clement Marot y una nómina manuscrita.
Esta nómina, manuscrita con textos en espiral en anverso y reverso, tiene 11 cm de diámetro, se creó en Roma, el 23 de abril de 1551, y perteneció al portugués Fernão Brandão. En su interior esconde un misterioso círculo que contiene la estrella de David y la palabra “tetregrámaton” (forma críptica del tetragrammaton que designa el nombre de Dios en hebreo).
El texto en latín de la nómina es el siguiente: 

Dichoso tú que has creído en mí, sin haberme visto. Porque de mí está escrito que los que me han visto no creerán en mí y que aquellos que no me han visto creerán y tendrán vida. Mas acerca de lo que me escribes de llegarme hasta ti es necesario que yo cumpla aquí por entero mi misión y que, después de haberla consumado, suba de nuevo al que me envió. Cuando haya subido, te mandaré alguno de mis discípulos que sanará tu dolencia y os dará vida a ti y a los tuyos.

## Contenido
La relación completa de los documentos hallados es la siguiente:

### Impresos
- [1525]: Tricassi Cerasariensis Mantuani. Super Chyromantiam Coclytis Dillucidationes Praeclarissimae. Venecia, 1525. Contiene el texto de la Chyromantie ac physionomie anastasis de Bartolommeo della Rocca Cocles, con las anotaciones de Tricasso. Fue publicado en traducción con facsímile del original: Comentarios clarísimos sobre la quiromancia de Cocles hechos por Tricasso de Mantua, introducción, traducción y notas de E. Sánchez Salor; estudio de la cubierta original, Elisa Ruiz García, Mérida, Editora Regional de Extremadura, 2000, 2 vols., ISBN 8476715617.
- [~1525]: Alborayque. Fue editado con estudio preliminar y notas de Dwayne Carpenter, con facsímil del original, Mérida, Editora Regional de Extremadura, 2005, 2 vols., ISBN 847671808X.

El Alborayque es un animal mítico, "menor que caballo y mayor que mulo", no del todo ni varón ni hembra, sobre el cual montaba Mahomet. Dicha imagen se aplica a los judíos convertidos al cristianismo, que no son ni una cosa ni otra. Véase Pilar Bravo Lledó y Miguel Fernando Gómez Vozmediano, "El Alborayque. Un impreso panfletario contra los conversos fingidos de la Castilla tardomedieval", Historia, Instituciones Documentos, 26, 1999, pp. 57-83. De 1997 a 2011, aparecieron cinco números de la revista Alborayque, publicada por la Biblioteca de Extremadura, cuyo primer número está dedicado a la Biblioteca de Barcarrota.
- [~1525]: A muyto devota oraçã da Empardeada. Em lingoajem portugues. Publicada con traducción y notas de Juan M. Carrasco González, estudio preliminar de María Cruz García de Enterría, La muy devota oración de la emparedada, Junta de Extremadura, Consejería de Cultura y Patrimonio, 1997, ISBN 847671369X.
- [1538]: Lingua per Des. Erasmum Roterodamum
- [1538]: Precationes aliquot celebriores, è sacris Biblijs desumptae, ac in studiosorum gratia[m] lingua Hebraica, Graeca, et Latina in Enchiridij formulam redactae
- [1539]: Plusieurs traictez, par aucuns rouueaulx poetes, du different de Marot, Sagonla Hueterie . Avec le Dieu Gard du dict Marot. Epistre composee par Marot de la veue du Royde Lempereur
- [1540]: Exorcismo adirabile da disfare ogni Sorte di maleficci, & da cacciare gli Demonii [...] provato
- [1543]: Opera Chiamata Confusione della setta Machumetana
- [1543]: Chyromantia del Tricasso da Ceresari Mantuano ingeniosamente estratta da i libri de Aristotile et altri Philosophi naturali
- [1554]: La vida de Lazarillo de Tormes y de sus fortunas y adversidades, Medina del Campo, 1554 - una cuarta edición, hasta ahora desconocida, de Lazarillo de Tormes, de 1554, fecha de las tres más antiguas ediciones conocidas.

### Manuscritos
- [1525-1550]: Dialogo Intitolato la Cazzaria del Arsiccio Intronato (de Antonio Vignali).
- La nómina o amuleto de Fernão Brandão, «portugués de Évora», fechada en Roma el 23 de abril de 1551, y que constituye la pieza número doce del conjunto, con el mismo rango, por su importancia histórica y testimonial, que las otras once.[4]